# ماريو جيكل
ماريو جيكل (بالإنجليزية: Mario Jeckle) (من مواليد 25 أغسطس 1974 - تُوفي في 11 يونيو 2004) وكان عالمًا ألمانيًا في مجال علم الحاسوب.
من عام 1997 إلى عام 2003، التحق ماريو بجامعة العلوم التطبيقية في آوغسبورغ. في عام 1998، حصل على شهادة في علوم الكمبيوتر عن أطروحته (ورقة) "(مثال على نمذجة سلسلة عملية في تطوير أداة الصب وتنفيذ النموذج على أساس EDM / PDM - نظم Metaphase). في آوغسبورغ، قام بتدريس جافا وXML-لغة الترميز القابلة للامتداد- وهندسة البرمجيات.
في عام 2003، أصبح ماريو أستاذاً في جامعة العلوم التطبيقية. قام بالتدريس حول XML -لغة الترميز القابلة للامتداد- وقواعد البيانات وهندسة البرمجيات و"eBusiness" (الأعمال الإلكترونية).
كما كان ماريو أيضًا من مجموعة الهندسة التقنية في رابطة الشبكة العالمية W3C وممثل OMG لشركة بحوث دايملر كرايسلر وقد طور معايير تقنية لـ XML وUML 2.0 وغيرها. في بداية عام 2004، كان عضوًا في مجموعة الهندسة التقنية في اتحاد رابطة الشبكة العالمية (W3C). كان جيكل أيضًا مؤلفًا للكتب والمتحدث في المؤتمرات والحلقات الدراسية (مجموعات المعلومات).
كان ماريو عضوًا في اللجنة الدولية للصليب الأحمر. في 11 يونيو 2004، توفي أثناء تقديم المساعدة إلى الآخرين الذين تعرضوا لحادث سيارة على الطريق السريع الألماني. أثناء المساعدة، أصاب السائق جيكل ورجل ثان عندما فقد السيطرة.

## العضويات التي كان بها
كان جيكل عضواً في المجموعات التالية:
- محرر مشارك في المجلة الدولية لبحوث خدمات الويب
- رئيس القائمة البريدية لـ جوجل
- رئيس تحرير W3C-Dokuments
- عضو اللجنة التنفيذية لجمعية IEEE الفنية لخدمات الحوسبة
- عضو في اللجنة الاستشارية لشبكة ويب العالمية - اتحادات دايملر كرايسلر البحوث (W3C)
- عضو مجموعة عمل استقلال الأجهزة (W3C) رابطة الشبكة العالمية[1]
- عضو مجموعة العمارة الفنية (W3C) رابطة الشبكة العالمية[1]
- عضو في فريق عمل خدمة رابطة الشبكة العالمية[1] (W3C)
- عضو في مجالس التحرير في المجلة الدولية للحوسبة والحوسبة المساعدة
- عضو المجلس الاستشاري للمجلة الدولية حول القضايا المتعلقة بالتجارة الإلكترونية
- عضو في هيئة تحرير المجلة الدولية للأصول
- عضو في هيئة تحرير المجلة الدولية لأبحاث معايير وتوحيد تكنولوجيا المعلومات
- عضو المجلس الاستشاري لمجلة جافا
- عضو مجلس المهندسين الألمان في ASQF
- عضو في لجنة أبحاث آي بي إم
- عضو في عملية مجتمع جافا
- عضو في المجلس الاستشاري التقني لشركة Gentleware AG

## وصلات خارجية
- Mario Jeckle website نسخة محفوظة 17 ديسمبر 2004 على موقع واي باك مشين. (بالألمانية)

- Informatikpreis 1998 (بالألمانية)

- Tim Berners-Lee on the death of Mario Jeckle (W3C) نسخة محفوظة 21 ديسمبر 2004 على موقع واي باك مشين.